# スウェーデンサッカー選手権1896
スヴェンスカ・メステーシュコーペット・イ・フットボール1896 (Svenska mästerskapet i fotboll 1896)は、1896年8月8日にスウェーデンで開催された同国最初のクラブチームによるサッカー大会。スウェーデンサッカー選手権の第1回目である。ヘルシンボリのスコーネ・ユサール連隊のフットボールグラウンドでヨーテボリから来た2クラブ、オルグリーテISとISイドロッテンス・ヴェンネルが対戦し、オルグリーテが3－0で勝った。オルグリーテはアルスヴェンスカンの歴代王者の系譜につながる、初代スウェーデン王者として後に認定された。

まだスウェーデンサッカー協会がなかった時代であり、この選手権を開催したのは「スウェーデン陸上競技連盟」 (Svenska Idrottsförbundet)だった。この団体は1896年にヘルシンボリで総合的なスポーツの大会を開いており、その一環で第1回目のサッカーのタイトルマッチも行われたのである。1904年にスウェーデンサッカー協会が運営を引き継ぐまで、この陸上競技連盟がスウェーデンサッカー選手権の主催者であり続けた。

## 決勝戦[2]
| オルグリーテIS | 3–0 | ISイドロッテンス・ヴェンネル |
| -------------- | --- | ---------------------------- |
|                |     |                              |